# Chateau-Renard
Channing — метеорит-хондрит масою 30000 грам.